# クギタケ
クギタケ（釘茸、Chroogomphus rutilus）は、オウギタケ科クギタケ属に属するキノコの一種である。

## 形態
かさは円錐状から次第に開くが、中央部は多少とも突出したなだらかな円錐形の中丘を残し、径3-10cm程度、暗赤褐色を呈し、湿った時には粘性を有するが乾きやすい。肉は比較的薄く、堅くてもろく、帯橙淡黄色ないし淡黄色で傷つけても変色することはないが、ヨウ素溶液を滴下すると暗青色ないし暗紫色に変わる性質（アミロイド性）があり、味やにおいには特徴はない。ひだは疎で柄に長く垂生し、初めは淡黄褐色であるが、次第に暗赤褐色から黒褐色となる。柄はしばしば基部が細まり、淡い黄褐色または淡赤褐色（柄の上部は、特に老成時にはしばしば紫褐色を帯びる）を呈するが、下部は黄色みが強く、中実で堅くしまり、つばは非常に不明瞭で認めにくい。

胞子紋は黒色に近い暗褐色を呈し、胞子は細長い紡錘状楕円形ないし円筒形、黒褐色で平滑・厚壁、発芽孔を持たない。ひだの側面にも縁部にも多数のシスチジア（狭紡錘形ないし円筒形で薄壁、淡褐色を呈し、子実層から突出している上半部は、暗褐色・樹脂状の微細な付着物におおわれている。ひだは、菌糸がひだの面に平行に配列した狭い中軸層と、それから分岐し、ひだの縁に向かって左右に広がりながらＶ字状に配列した側層とから構成された散開型をなす。かさの表皮は、赤褐色の内容物を含んだ匍匐性の菌糸で構成されている。子実体を構成する菌糸は、しばしばかすがい連結を備えている。

## 生態
マツ属の樹木の根に菌糸を侵入させて外生菌根を形成するとされてきたが、同じ環境下に生息するヌメリイグチ属の菌糸に重複寄生していることが明らかにされた。日本でも、アカマツ・クロマツなどの林内において、アミタケなどが発生している場所で見出されることが多い。

## 分布
北半球温帯以北に広く分布しており、ヨーロッパ・北アメリカ・アジアなどに産する。なお、タイプ標本はドイツのババリア地方で採集されたものである。

## 類似種
クギタケ属の所属種のうち、日本にも分布する菌としてはフサクギタケC. tomentosus (Murr.) O.K. MillerとC. pseudotomentosus O.K. Miller & Aime（和名なし）との2種が記録されている。

前者は、淡橙褐色ないし淡黄褐色を呈するかさ（表面は柔らかな短毛におおわれてフェルト状をなすか、あるいは圧着した細かい鱗片におおわれる）を持ち、マツ属以外にモミ属・ツガ属・トガサワラ属などの林内地上に発生する点で容易に区別される。

また、後者も、外観はむしろフサクギタケに類似しており、かさの表面や柄の下半部は細かい毛におおわれ、柔らかなビロード状の触感がある。子実体を構成する菌糸にかすがい連結を持たないことでフサクギタケと区別されている。日本産の標本をもとに新種として記載された種類であるが、和名は与えられていない。
なおオウギタケは、著しく疎で柄に垂生するひだや、マツ属の樹木に外生菌根を形成する性質など、クギタケと共通する性質を有することから以前は一属にまとめられていたが、かさの表面にゼラチン層が発達すること・肉（およびそれを構成する菌糸）がヨウ素溶液で染まらない（非アミロイド性である）ことなどにおいてクギタケとは異なり、現在では分離されてオウギタケ属に置かれている。この扱いは、ＤＮＡの塩基配列の分子系統学的解析からも支持されている。

## 食・毒性
食用として広く知られてはいるが、このキノコに特有の風味を持つというわけではない。加熱調理すると若干のぬめりを生じ、さらに全体に黒ずんで暗赤紫色ないし暗紫褐色に変わる。

## 和名・方言名・学名
和名は北海道産の標本をもとに命名されたが、おそらくその当時に置かれていた属名Gomphidius（ギリシア語起源で太釘の意）を意訳したものと思われる。ただし、江戸時代に著された仙台菌譜には「銅釘菌」の名がみえるという。

カモコタケ（青森）・アカキノコ（秋田）・トウズ、トウズッコ（岩手）・タカマツ（福島）・カヤタケ（長野）などの方言名があるが、釘を連想させるようなものはほとんどない。

現在の属名Choroogomphusは「色」＋「釘」の意で、Gomphidius（オウギタケ属）に似るが子実体の肉が白色ではなく橙黄色～黄褐色を呈することに由来する。また、種小名のrutilus は「輝く」あるいは「光沢のある」の意で、やや乾きかけた子実体のかさが光沢を有する点を表現したものと思われる。

## 画像

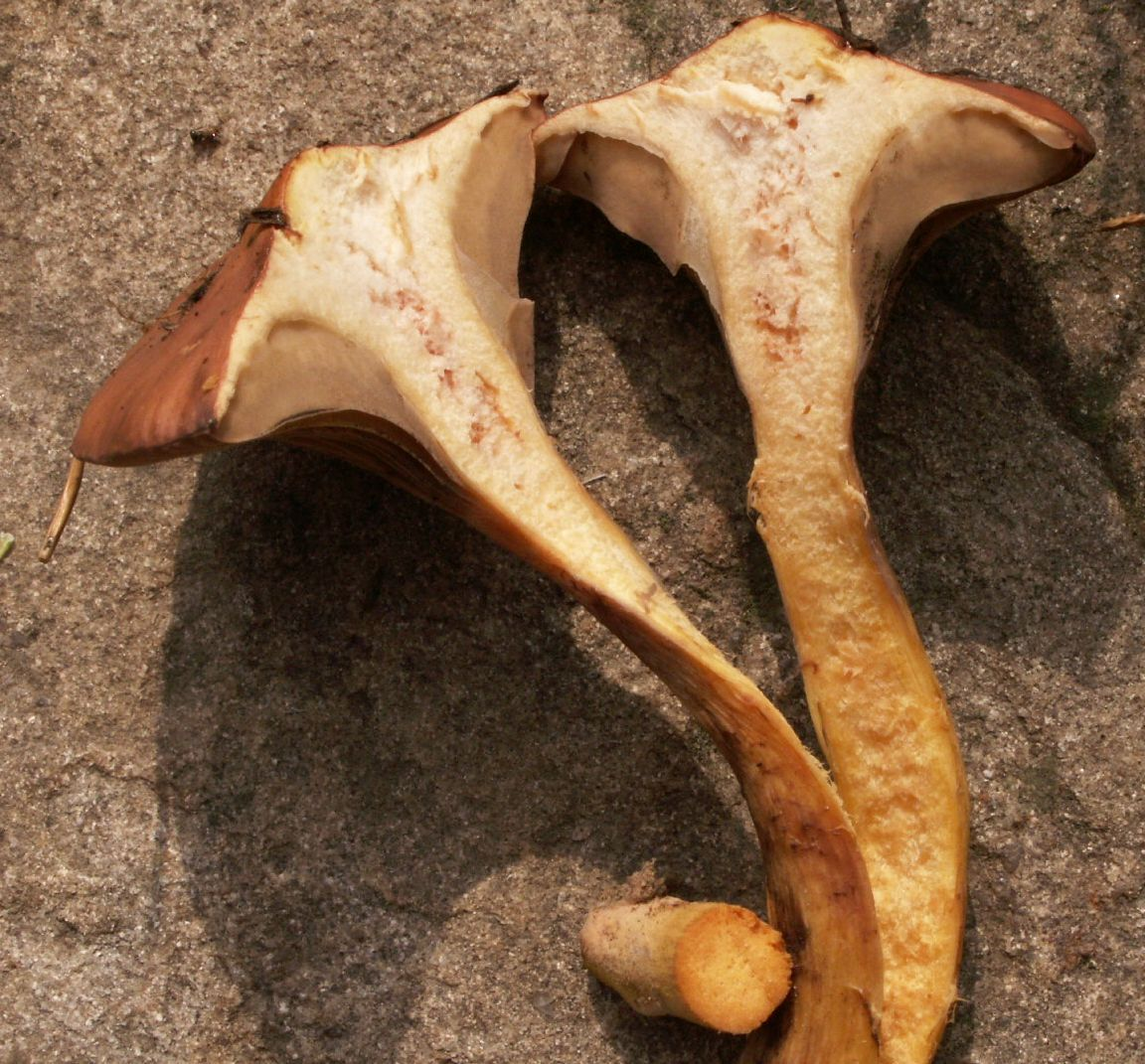
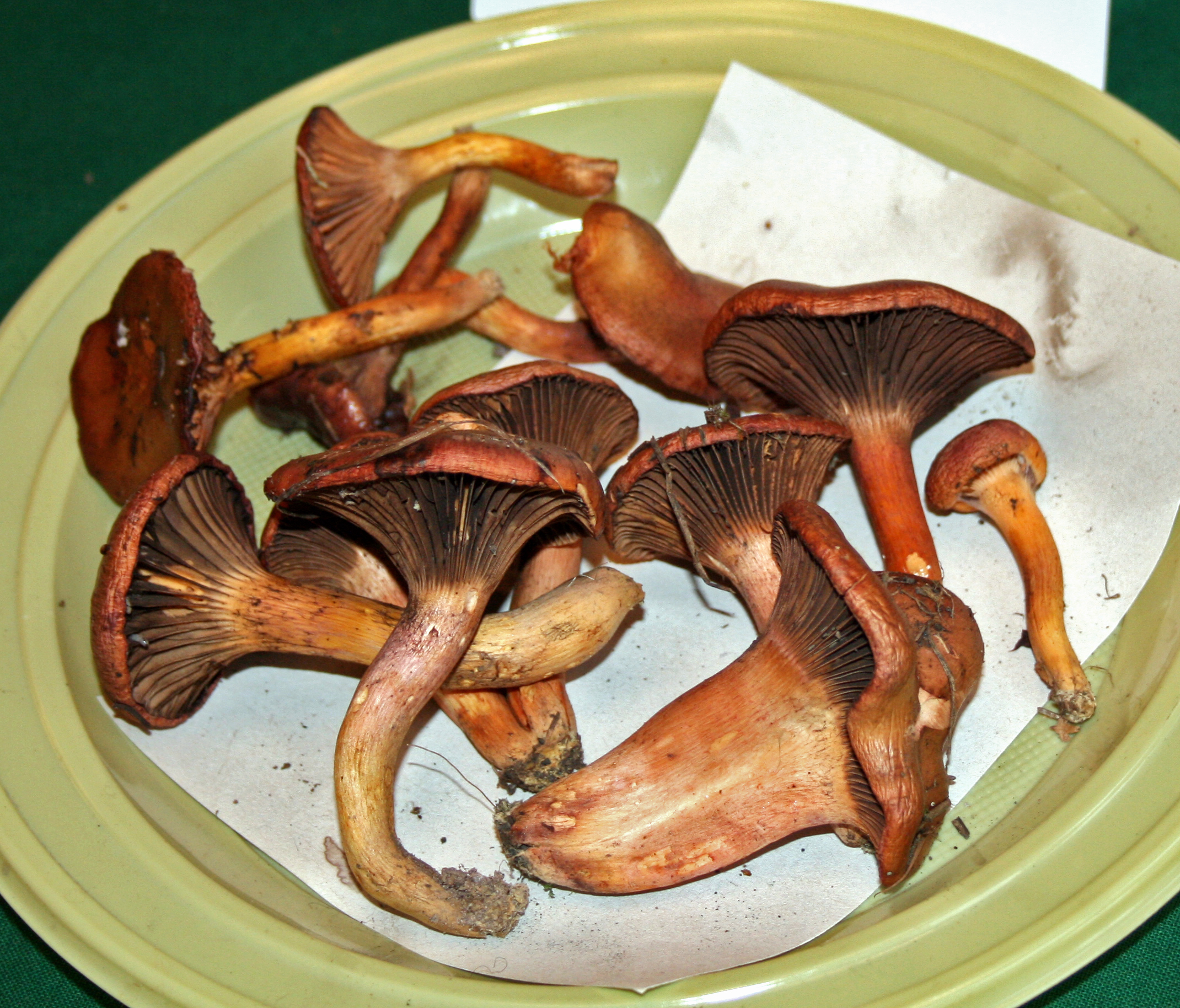
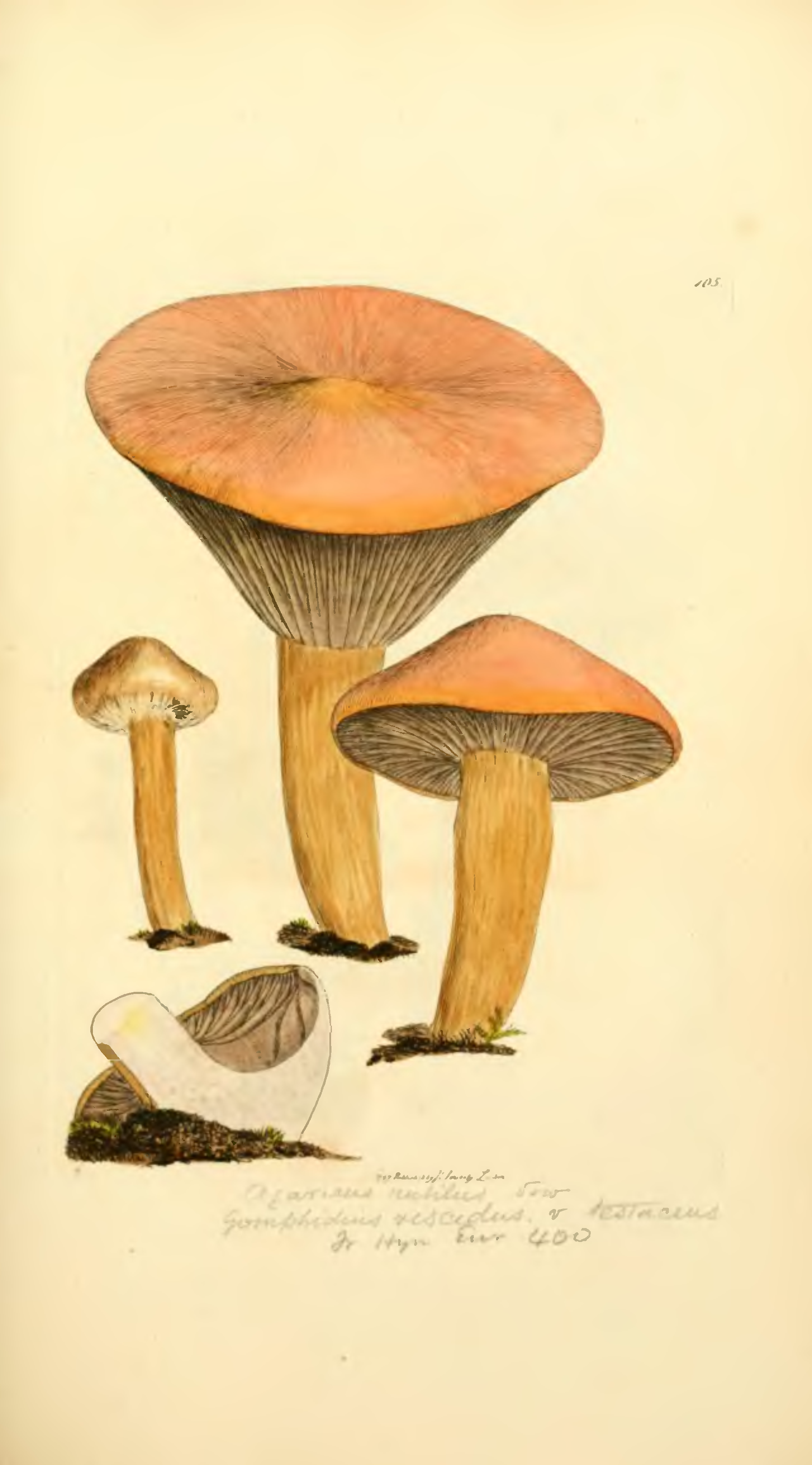
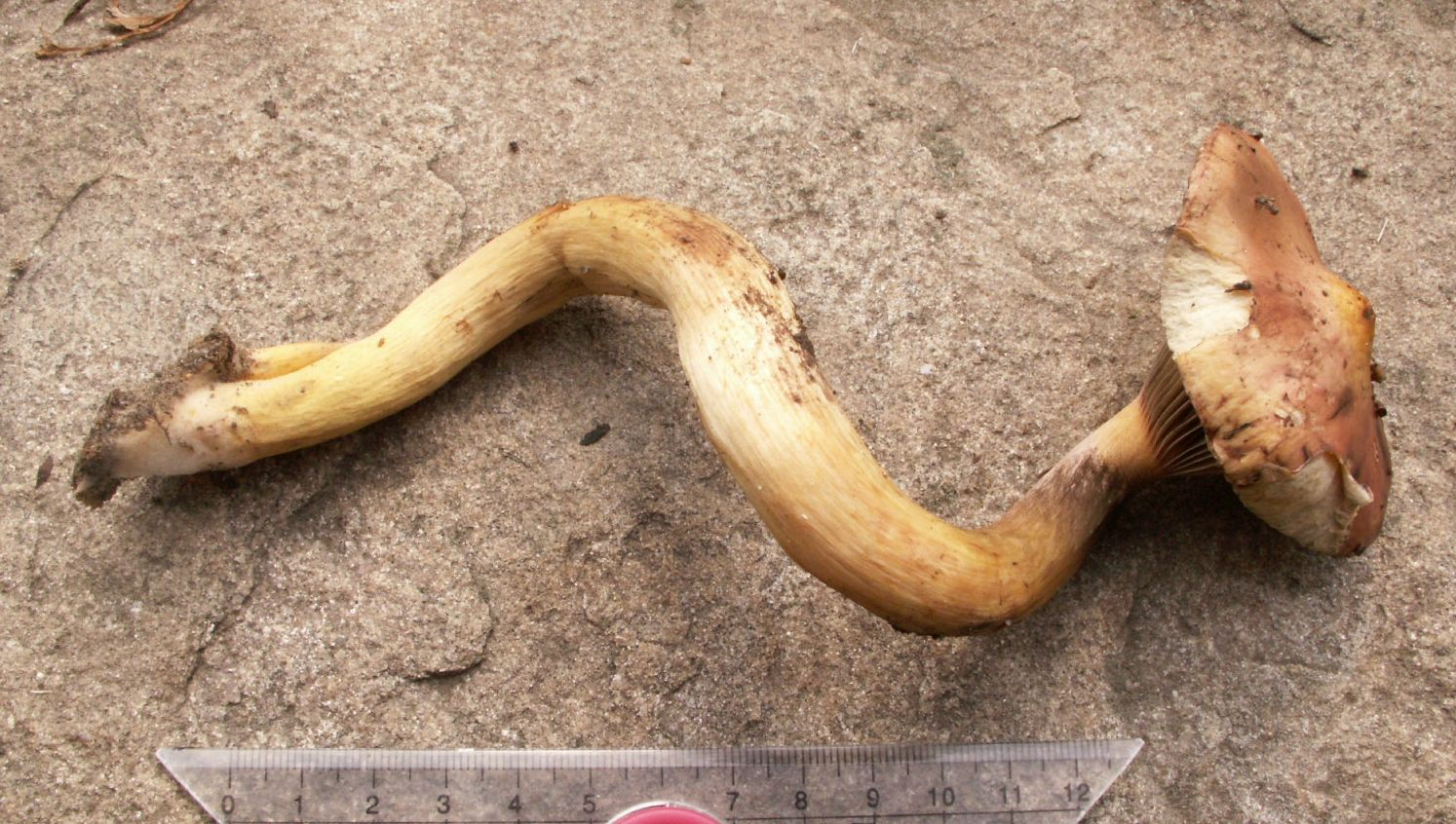